# Säveränge
Säveränge är en liten by med ungefär fem hus som ligger i Sandvikens kommun. Den lilla byn är belägen vid Åtulens kant.